# Villemereuil
Villemereuil település Franciaországban, Aube megyében. Lakosainak száma 240 fő (2022. január 1.). Villemereuil Les Bordes-Aumont, Isle-Aumont, Moussey, Roncenay, Saint-Pouange, Villy-le-Bois és Villy-le-Maréchal községekkel határos.

## Népesség
A település népessége az elmúlt években az alábbi módon változott:
| Lakosok száma | 160  | 164  | 225  | 235  | 235  | 241  | 247  | 245  | 243  | 240  |
|               | 1968 | 1982 | 1990 | 2006 | 2013 | 2015 | 2017 | 2019 | 2020 | 2022 |